# Getter Love!!: Chō Renai Party Game Tanjō
Getter Love!!: Chō Renai Party Game Tanjō (ゲッターラブ!!　ちょー恋愛パーティゲーム誕生, Gettārabu!!: chō ren'ai pātigēmu tanjō) és un videojoc de festa per la Nintendo 64 que es podria considerar un videojoc bishōjo. Va ser llançat només al Japó el 1998.